# Mariah Carey
Mariah Carey (Huntington, New York, 27. ožujka 1969.) popularna je američka pjevačica. Čak 19 njenih hitova bilo je na broju jedan Billboardove ljestvice, samo jedan manje od The Beatlesa. Mariah Carey ujedno je i izvela najviši ton na svijetu uživo (MTV AMA - 1991), ali i u pjesmi "Can't Let Go". Prva je glazbenica čiji je singl nakon 25 godina stigao do broja 1 na Billboard ljestvici i to joj je uspjelo zahvaljujući kultnom singlu "All I Want for Christmas Is You" krajem 2019. godine.

## Životopis
Mariah Carey po ocu Alfredu venezuelanskih je korijena, a po majci Patriciji irskih. Izvorno prezime obitelji Carey jest Nuñez. Carey je svjetsku slavu postigla devedesetih godina dvadesetog stoljeća, pod pokroviteljstvom tadašnjeg supruga, glazbenog producenta Tommyja Mottole. Melodiozne pop-balade otpjevane u visokom registru i glas raspona pet oktava postali su prepoznatljivi kod najšire publike te su mladoj pjevačici donijeli zvjezdani status na samom početku karijere.
Kasnijim razvodom od Mottole otpočeo je pad popularnosti, koji je kulminaciju dosegao 2001. filmom Glitter. Film, u kojem Carey glumi i pjeva, bio je fijasko na kino-blagajnama te ismijan od kritike, a stres napornog snimanja filma za posljedicu je imao to da je pjevačica završila u klinici za mentalne bolesti.
Za gotovo nevjerojatan povratak Mariah Carey na vrhove glazbene popularnosti zaslužan je album The Emancipation of Mimi, koji je pjevačicu potvrdio kao jednu od najvećih svjetskih glazbenih zvijezda, ovaj put hip hop žanra. Album je dobio nepodijeljene pozitivne reakcije publike i kritike. Pjesma We Belong Together je proglasena pjesmom godine 2005. i pjesmom desetljeca prema Billbordu. Tri godine kasnije, 15. travnja 2008., Carey je izdala novi album, E=MC², reklamiran kao nastavak uspješnog prethodnika. Petnaest dana nakon izlaska albuma, dana 30. travnja 2008. godine, Carey se na Bahamima udala za glumca i rappera Nicka Cannona.

## Glas
Mariah Carey je visoki (soubrette) sopran te je postala prepoznatljiva upravo po pjevanju u visokom registru. Njezin raspon glasa iznosi pet oktava (što je ujedno i najveći raspon glasa na svijetu).

## Osobni život
Godine 2015. Carey je počela izlaziti s australskim milijarderom Jamesom Packerom, a 21. siječnja 2016. objavila je da su se zaručili. Međutim, do listopada su otkazali zaruke. U listopadu 2016. počela je izlaziti s američkim koreografom Bryanom Tanakom.

## Diskografija

### Studijski albumi
- Mariah Carey (1990.)
- Emotions (1991.)
- Music Box (1993.)
- Merry Christmas (1994.)
- Daydream (1995.)
- Butterfly (1997.)
- Rainbow (1999.)
- Glitter (2001.)
- Charmbracelet (2002.)
- The Emancipation of Mimi (2005.)
- E=MC² (2008.)
- Memoirs of an Imperfect Angel (2009.)
- Merry Christmas II You (2010.)
- Me. I Am Mariah... The Elusive Chanteuse (2013.)
- Caution (2018.)

### Live albumi
- MTV Unplugged (1992.)

### Kompilacijski albumi
- #1's (1998.)
- Greatest Hits (2001.)
- The Ballads (2008.)
- 1 To Infinity (2015.)

### Remix albumi
- The Remixes (2003.)

### EP-ovi
- Valentines (2000.)

### Pjesme na broju jedan Billboardove ljestvice
- "Vision Of Love" (1990.)
- "Love Takes Time" (1990.)
- "Someday" (1991.)
- "I Don't Wanna Cry" (1991.)
- "Emotions" (1991.)
- "I'll Be There" (1992.)
- "Dreamlover" (1993.)
- "Hero" (1994.)
- "Fantasy" (1995.)
- "One Sweet Day" (s Boyz II Men) (1996.)
- "Always Be My Baby" (1996.)
- "Honey" (1997.)
- "My All" (1998.)
- "Heartbreaker" (1999.)
- "Thank God I Found You" (2000.)
- "We Belong Together" (2005.)
- "Don't Forget About Us" (2006.)
- "Touch My Body" (2008.)
- "All I Want for Christmas Is You" (2019.)

## Vanjske poveznice
- Službena stranica
- Mariah Carey u internetskoj bazi filmova IMDb-u (engl.)